# 裸足のアイツ
『裸足のアイツ』（はだしのアイツ）は、高田りえによる日本の漫画作品。1995年から1997年に、『少女コミック』（小学館）に連載された。

## 概要
『少女コミック』1995年18号から1997年23号に連載。単行本はフラワーコミックスから全9巻が発行された。

## あらすじ
16歳の明星は、父親の会社の借金を返すため、湘南の名門・大友一族で使用人として働き始める。大友家の息子・ミナトの高慢な態度に明星を反発するが、心優しい一面や自分を対等に扱ってくれる誠実さを知り、明星はミナトを好きになる。しかし、彼には親に決められた婚約者・比企砂織がいた。明星があきらめかけた矢先、ミナトはパーティーで婚約を破棄し、明星が好きだと宣言する。ミナトの計らいで借金を帳消しにしてもらった明星は、使用人からも解放され、湘法学園に通い始める。しかし、明星を快く思わない異母弟・津波は、明星を追い出す策略を巡らせる。

## 登場人物
浜田 明星（はまだ あかり）
主人公。16歳の女の子。男まさりな性格で、ガッツと体力でさまざまな困難やいじめに立ち向かう。ミナトの優しさに魅かれ、恋をする。
大友 皆人（おおとも みなと）／ミナト
湘南の名門・大友一族の跡取り息子。湘法学園2年生で寮長を務める17歳。自信満々な態度で、目つきと口が悪い。趣味のヨットで外洋旅行に出るのが夢で、ヒロミ・美咲と実現に向けて計画する。料理が上手で、喫茶店「ラ・マル」で密かに厨房に立つ。母は、かつて大友家で働いていた使用人で、周一郎に見初められて結婚するが、後に離婚した。
大友 広海（おおとも ひろみ）／ヒロミ
ミナトの同級生で親戚。ミナトと一緒にヨットで外洋旅行を計画する仲間。誰にでも優しいところが、長所であり短所。
美咲（みさき）
ミナトの同級生。「ラ・マル」ではウエイトレスとして働く。ミナトと一緒にヨットで外洋旅行を計画する仲間。
比企 砂織（ひき さおり）
比企財閥の令嬢で、ミナトの婚約者。意地悪な性格で、明星を敵視する。
大友 津波（おおとも つなみ）
ミナトの腹違いの弟。湘法学園の2年生で生徒会長。砂織と共謀して明星を追い出そうと嫌がらせをする。
大友 周一朗（おおとも しゅういちろう）
ミナトの父親。明星のつけたあだ名はコジャックパパ。明星とミナトがつき合うことに反対する。
明星の父
浜田物産の元社長。周一郎とは学生時代のライバル。多額の借金を抱えて行方不明になる。
浜田 光（はまだ ひかる）
明星の兄。海外でボランティア活動をしていたが、明星を心配して帰国し、湘法学園の体育教師になる。昔から明星をかわいがり、近づく男を容赦なく追い払う。
千葉 洋平（ちば ようへい）
明星の幼馴染みで初恋の相手。漁師の息子。明星のことが好きで、彼女を探しているときに、船舶免許の教習で明星と再会する。